# فانول پردیداج
فانول پردیداج (انگلیسی: Fanol Përdedaj؛ زادهٔ ۱۶ ژوئیهٔ ۱۹۹۱) بازیکن فوتبال اهل آلمان است.
از باشگاه‌هایی که در آن بازی کرده‌است می‌توان به باشگاه فوتبال اف‌اس‌وی فرانکفورت، باشگاه فوتبال انرژی کوتبوس، و باشگاه فوتبال هرتابرلین اشاره کرد.
وی همچنین در تیم‌های ملی فوتبال جوانان آلمان، زیر ۲۱ سال آلمان، و کوزوو بازی کرده‌است.